# NGC 5305
NGC 5305 је спирална галаксија у сазвежђу Ловачки пси која се налази на NGC листи објеката дубоког неба.
Деклинација објекта је + 37° 49' 34" а ректасцензија 13h 47m 55,7s. Привидна величина (магнитуда) објекта NGC 5305 износи 13,6 а фотографска магнитуда 14,4. NGC 5305 је још познат и под ознакама UGC 8729, MCG 6-30-87, CGCG 190-57, PGC 48930.